# 로비 프랑스
로비 프랑스(독일어: Robbie France, 1959년 12월 5일 ~ 2012년 1월 14일)는 영국의 드러머, 음반 프로듀서, 편곡자, 저널리스트, 음악 교육자, 방송인이었다.